# Landön
Landön (jämtska: Lännöya) är en by i Offerdals distrikt (Offerdals socken), Krokoms kommun, Jämtland. Byn är belägen vid länsväg 340 (Fiskevägen) mellan Krokom och Valsjöbyn. Fram till 2005 räknades Landön av SCB som en småort.

## Historia
Landön är ett av de tidigast omtalade ortnamnen i Offerdal. Redan år 1315 nämns landogs afrad. Runt år 1470 omtalas Peder i Landog. Byn är belägen vid Landösjön (Landögssjön), nära älven Långans utlopp. Landöns historia har präglats av jord- och skogsbruk. Under 1800-talet fanns även ett järnbruk i närbelägna Långforsen. Järn seglades på pråmar från Rönnöfors till Långforsen över den långa Landösjön. Vid Långforsen byggdes i början på 1900-talet ett vattenkraftverk som numera är ett av Sveriges äldsta vattenkraftverk.
Trakten norr om Landösjön, Nolasjön, började bebyggas i slutet av 1700-talet. Staten gav flera års skattefrihet för nybyggarna i området. År 1904 började reguljär båttrafik mellan Landön och Rönnöfors. År 1923 blev landsvägen mellan Landön och Rönnöfors klar. 

## Samhället
I Landön fanns det en byaaffär, Landöbua, som idag är nedlagd. Det finns även en skola, fiskodling, och dansbana. Landön är en huvudort för området norr om Landösjön (Nola sjön).

## Idrott och kultur
I Landö IF:s regi dras varje år ett långt skidspår upp som komplement till byns elljusspår som ligger i anslutning till tennisbanan. Det långa spåret brukar vara väldigt snösäkert, de flesta år kan man åka skidor från november till april, vissa år så tidigt som oktober. Landö IF anordnade tidigare skid- och löpartävlingar, till exempel Landöloppet och Landörennet, dessa är numera nerlagda.

## Fiske
Fisket i Landösjön är populärt både sommar och vinter, då det mestadels är röding som nappar. Landön ligger efter Fiskevägen, väg 340, som för från Krokom till Namsos i Norge.
De nuvarande svenska sportfiskerekorden för röding och kanadaröding är tagna i Landösjön. Rödingen vägde 10 830 g och var 80 cm lång, fångad av Åke Öhman. Kanadarödingen vägde 9 965 g och var 90 cm lång, fångad av Magnus Wikman.